# كوتبريج كريستون وبيلزهيل (دائرة انتخابية في المملكة المتحدة)
كوتبريج، كريستون وبيلزهيل (بالإنجليزية: Coatbridge, Chryston and Bellshill)‏ هي إحدى الدوائر الانتخابية في المملكة المتحدة الممثلة في مجلس العموم في برلمان المملكة المتحدة.
عضو البرلمان الذي يمثلها حالياً هو :Rt Hon Tom Clarke CBE (Lab).